# Попов, Сергей Петрович (учёный)
Сергей Петрович Попо́в (1904—1997) — российский учёный-зоотехник, заслуженный деятель науки Карельской АССР (1970), заслуженный деятель науки РСФСР (1974).

## Биография
Трудовую деятельность начинал заведующим лесосадового питомника, затем работал сотрудником опытной станции в Семипалатинске.
После окончания в 1936 году Детскосельского института молочного животноводства по специальности «зоотехния», работал на опытных станциях в Якутии, на Таймыре, в Мурманске.
Участник Великой Отечественной войны.
В 1945—1950 годах — руководитель Мурманской опытной станции, в 1950—1956 годах — заместитель директора, директор НИИ сельского хозяйства Крайнего Севера, в 1956—1962 годах — руководитель Мурманской опытной станции.
В 1962—1989 годах — преподаватель, профессор, заведующий кафедрой зоотехнии сельскохозяйственного факультета Петрозаводского государственного университета. Научные интересы С. П. Попова были связаны с проблемами организации полноценного кормления животных в условиях Севера.

## Научные труды
Является автором около 50 научных трудов, в том числе 2 монографий, в том числе:
- Техника и организация убоя северных оленей. — Мурманск, 1963
- Кормление молочного скота. — Петрозаводск, 1969
- Правильное кормление — основа высокой продуктивности коров. — Петрозаводск, 1982 (в соавт.)